# Nops quito
Espèce
Nops quito est une espèce d'araignées aranéomorphes de la famille des Caponiidae.

## Distribution
Cette espèce est endémique d'Équateur. Elle se rencontre dans les provinces de Pichincha et de Chimborazo.

## Description
Le mâle décrit par Sánchez-Ruiz et Brescovit en 2018  mesure 7,8 mm et la femelle 8,3 mm.

## Étymologie
Son nom d'espèce lui a été donné en référence au lieu de sa découverte, Quito.

## Publication originale
- Dupérré, 2014 : Three new species of Caponiid spiders from Ecuador (Araneae, Caponiidae). Zootaxa, no 3838(4), p. 462-474.